# إبراهيم العيسى
إبراهيم العيسى لاعب كرة قدم سعودي سابق.
هو إبراهيم ناصر عبد العزيز العيسى لاعب نادي النصر مواليد 1393هـ في العاصمة الرياض.
بدأ مشوار النجم إبراهيم العيسى في نادي النصر منذ موسم 1414هـ وانطلق يشق طريقه إلى عالم النجومية وسط وفرة النجوم الذين كان يضمهم إليه صفوف نادي النصر ولكن العيسى تميز باللعب في مركز الجناح وساهم في فوز فريقه بعدد من الألقاب.
من أشهر أهدافه التي سجلها في مرمى الوحدات الأردني حيث ارتطم بالقائم واصيب في رأسه وكان ذلك الهدف قد منح النصر التأهل لنصف نهائي البطولة العربية والتي خرج منها النصر فيما بعد.
ساهم إبراهيم العيسى بفعالية كبيرة في فوز فريقه بلقب كأس السوبر الآسيوي والتي من خلالها تأهل النصر إلى كأس العالم لأندية كرة القدم عام 2000 ولكن لسوء الحظ انه لم يشارك للإصابة والتي تسببت في ابتعاده عن الكرة.

## اعتزاله
وفي عام 1421 أعلن لاعب النصر إبراهيم العيسى اعتزاله كرة القدم "و بعد عطاء دام نحو 7 اعوام.

## إسهاماته
- الحصول على كأس دوري خادم الحرمين الشريفين عام 1414, 1415
- الحصول على كأس الاتحاد السعودي 1418
- الحصول على كأس الكؤوس الآسيوية 1418
- الحصول على كأس السوبر الآسيوي 1419
- الحصول على كأس الخليج للأندية 1416 و1417